# Corts de València (1314)
Les Corts de València de 1314, Corts Generals del regne de València, foren convocades per Jaume II el 5 de novembre de 1313, per a celebrar-se el 15 de gener de 1314.
En aquestes Corts es convocaren 27 viles del regne (València, Xàtiva, Sagunt, Castelló de la Plana, Alpont, Castellfabib, Biar, Ademús, Montesa, Morella, Pego, Cullera, Llíria, Borriana, Dénia, Alzira, Corbera, Gandia, Vila-real, Sogorb, Ontinyent, Bocairent, Xixona, Oriola, Alacant, Elx i Guardamar), les 4 últimes recentment incorporades al territori valencià per les conquestes murcianes de Jaume II; 7 membres de l'Església (els bisbes de València, Tortosa i Sogorb, els abats de Benifassà i la Valldigna, el capítol de la catedral de València i el comanador de l'orde de l'Hospital a València); i 18 nobles (8 d'origen aragonès i 10 de procedència catalana majoritàriament i siciliana).
Iniciades les sessions al voltant del 15 de gener de 1314, la seva clausura es produí, segurament, a mitjan febrer. En aquestes Corts no s'aprovà cap disposició legislativa general, ni cap privilegi ni capítol de Cort a favor del braç reial, tot i que l'estament reial presentà 39 peticions pròpies, la majoria de la ciutat de València, on demanava el compliment dels Furs de València, tant en les relacions amb els delegats reials com en la seva aplicació en les sentències judicials. Sembla que les Corts foren convocades per asserenar les contínues peticions del braç reial, i la manca de concessions per part del rei explica la falta del donatiu acostumat per part de les Corts.